# José Lapayese Bruna
José Lapayese Bruna (Calamocha, 1899-Madrid, 1982) fue un pintor, artesano y decorador español.

## Biografía
Nacido el 23 de mayo de 1899 en la localidad turolense de Calamocha, Lapayese, que cultivó la pintura, la escultura, la cerámica y el trabajo del cuero, fue galardonado en 1930 con una medalla de oro en la Exposición Nacional de Bellas Artes, en la sección de arte decorativo. También obtuvo un gran diploma en la Exposición Nacional de Lieja. Falleció en 1982 en Madrid, el día 12 de octubre. En la década de 1970 la Institución Fernando el Católico, en dependencias de la Diputación Provincial de Zaragoza, había organizado una exposición de su obra, y la Diputación Provincial de Huesca realizado otra en el Museo del Alto-Aragón. El año de su muerte, al parecer antes de su fallecimiento, el Ayuntamiento de Calamocha bautizó a la casa de cultura de la localidad con el nombre de «José Lapayese». Promovió la fundación de un museo del trabajo del cuero en Inca. Fue padre del también pintor José Lapayese del Río.